# Salangane des volcans
Aerodramus vulcanorum
Espèce
Synonymes
- Collocalia brevirostris vulcanorum
Stresemann, 1926 (protonyme)
- Collocalia vulcanorum Stresemann, 1926

Statut de conservation UICN

 NT  : Quasi menacé
La Salangane des volcans (Aerodramus vulcanorum) est une espèce d'oiseaux de la famille des Apodidae.

## Répartition
Cet oiseau vit à Java.